# Astragalus ferociformis
Astragalus ferociformis là một loài thực vật có hoa trong họ Đậu. Loài này được Sirj., Rech.f. & Aellen miêu tả khoa học đầu tiên.